# Audi A8 II
Cet article concerne la deuxième génération de l’Audi A8. Pour des informations générales sur l’Audi A8, consultez Audi A8.
L'Audi A8 D3 est une voiture de luxe d'Audi produite d'août 2002 à août 2010. C'est le modèle qui succède à l'Audi A8 D2. Une grande partie de ses composants technologiques ont également été utilisés pour la Volkswagen Phaeton.

## Historique du modèle

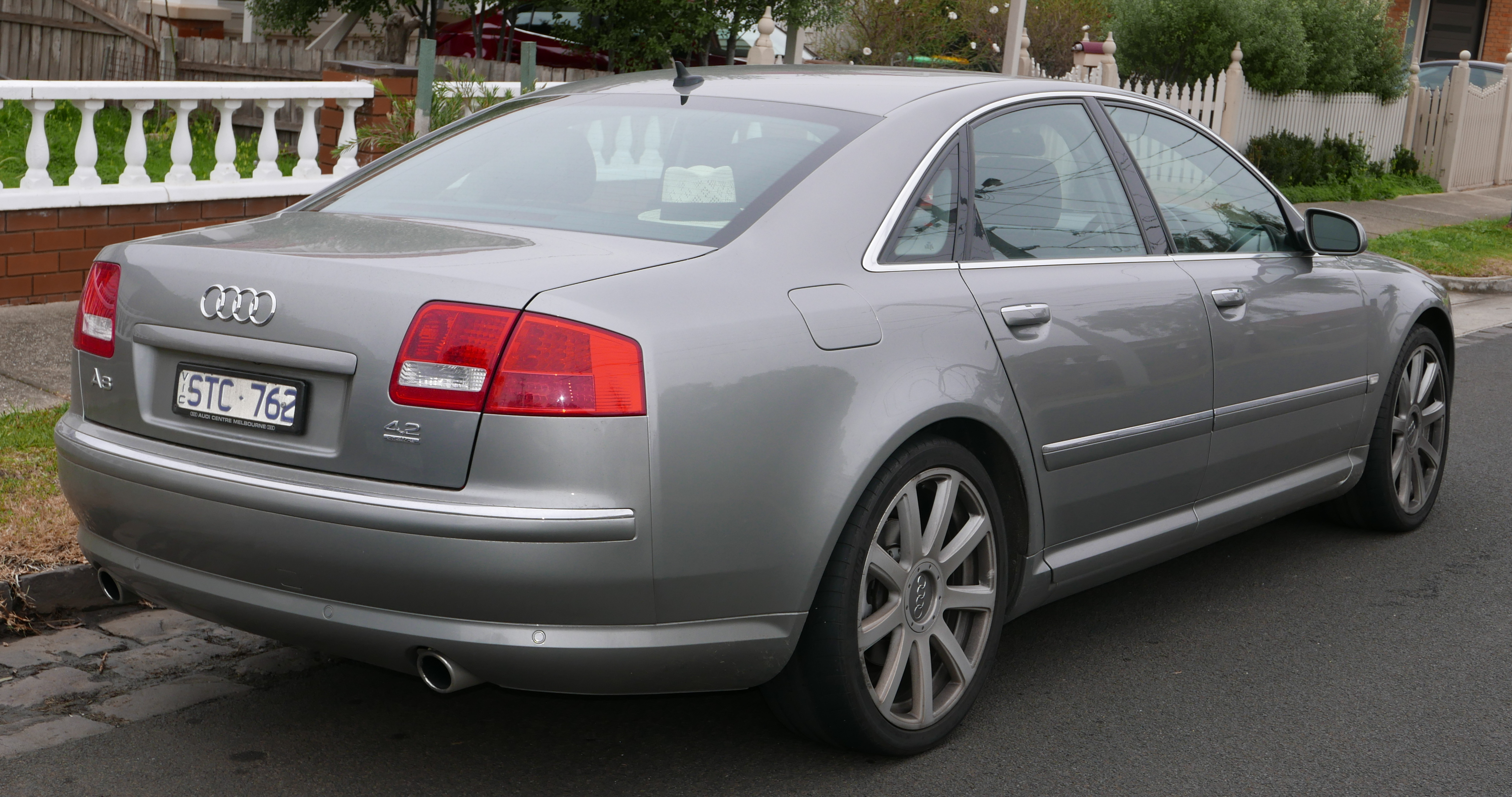
Vue arrière

Après huit ans de production, l'A8 originale, connue en interne sous le nom de D2, est remplacé par la D3 en novembre 2002 (l'année du modèle étant 2003). L'objectif de ce nouveau développement est de rendre l'A8 plus confortable tout en conservant ses atouts. Le véhicule est officiellement présenté au public pour la première fois lors du Mondial de l'Automobile 2002. La production débute en août 2002.
Lorsque la A8 (type D3) est lancée en octobre 2002, trois variantes de moteurs sont disponibles, chacune étant un modèle à huit cylindres. Il y a entre autres un moteur de 3,7 litres d'une puissance maximale de 206 kW (280 ch), soit 15 kW (20 ch) de plus que le modèle précédent, et un moteur de 4,2 litres d'une puissance maximale de 246 kW (335 ch) disponible exclusivement avec la transmission intégrale. La voiture partage le châssis technique D du groupe VW avec la VW Phaeton et la Bentley Continental GT.
Au départ, un moteur huit cylindres d'une cylindrée de quatre litres et une transmission intégrale Quattro (quatre roues motrices) ont été proposés comme moteur Diesel, avec une puissance maximale de 202 kW (275 ch) et un couple maximal de 650 N m, permettant d'accélérer de 0 à 100 km/h en 6,7 secondes. Un système de filtre à particules est disponible pour ce modèle à partir de 2009, ce qui entraîne l'attribution de la vignette d'émission de particules vertes pour la conduite dans toutes les zones à faibles émissions.
En 2003, un moteur à essence six cylindres de trois litres d'une puissance maximale de 162 kW (220 ch) et à traction avant est apparu pour l'A8. Il a été suivi en 2004 par le modèle à douze cylindres (W12) d'une cylindrée de 6 litres et d'une puissance de 331 kW (450 ch).
Le modèle de moteur Diesel d'entrée de gamme présenté en 2004 est un moteur six cylindres de trois litres à injection directe à rampe commune et d'une puissance maximale de 171 kW (233 ch), qui - comme la plupart des moteurs de la A8 - n'était disponible qu'avec la transmission Quattro.

### Lifting
Avec la mise à jour du modèle en septembre 2005, à partir de laquelle tous les niveaux de moteur sont équipés de la grille à cadre unique, les moteurs six cylindres de 3,0 litres et V8 de 3,7 litres sont retirés de la gamme et remplacés par un moteur V6 de 3,2 litres d'une puissance maximale de 191 kW (260 ch) et à injection directe d'essence. À cette époque, le moteur V8 de 4,2 litres à injection multipoint (MPI) de 246 kW (335 ch) est également remplacé par le moteur V8 de 4,2 litres à injection directe d'essence (FSI) d'une puissance maximale de 257 kW (350 ch). Il est ensuite suivi par le moteur V6 de 2,8 litres, un autre moteur d'entrée de gamme qui produit 154 kW (210 ch) et consomme en moyenne 8,3 litres d'essence aux 100 kilomètres. En 2005, le 4,2 L TDI, qui remplace le moteur Diesel de quatre litres, est introduit avec une puissance maximale de 240 kW (326 ch) et un couple maximal de 650 N m, à l'époque le deuxième moteur Diesel le plus puissant au monde après la BMW 745d dans une berline de série.
La variante sportive de l'A8, la S8, apparait à la mi-2006 avec un moteur dix cylindres de 5,2 litres et une puissance maximale de 331 kW (450 ch). Cela représente une alternative plus sportive et moins coûteuse au W12, tout aussi puissant, qui continuait à être construit.
En 2008, 94,2 % de toutes les nouvelles immatriculations d'Audi A8/S8 en Allemagne étaient commerciales.
Audi présente la génération suivante de la berline de luxe au Salon international de l'automobile d'Amérique du Nord 2010 (NAIAS).

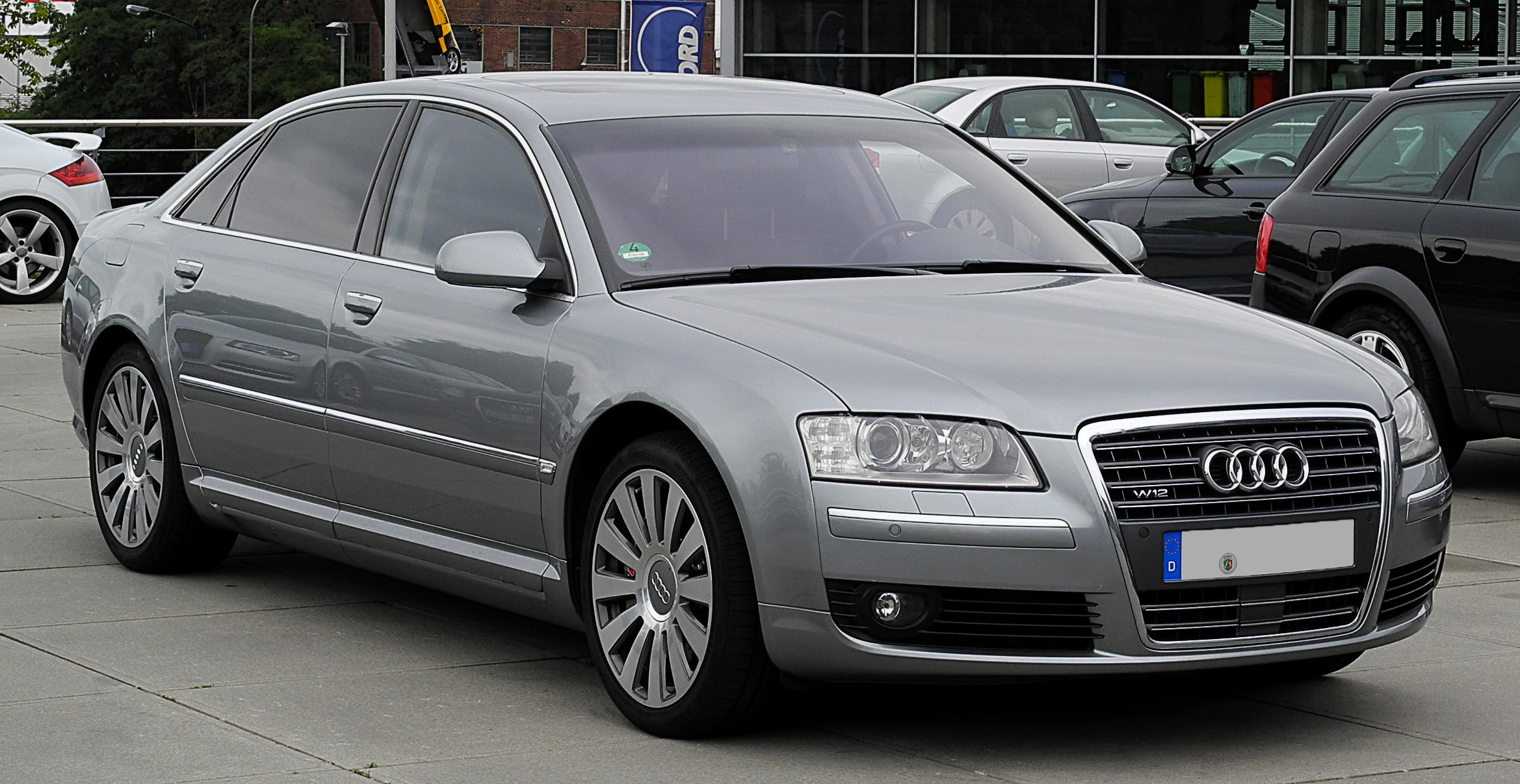
Audi A8 (2005-2007)
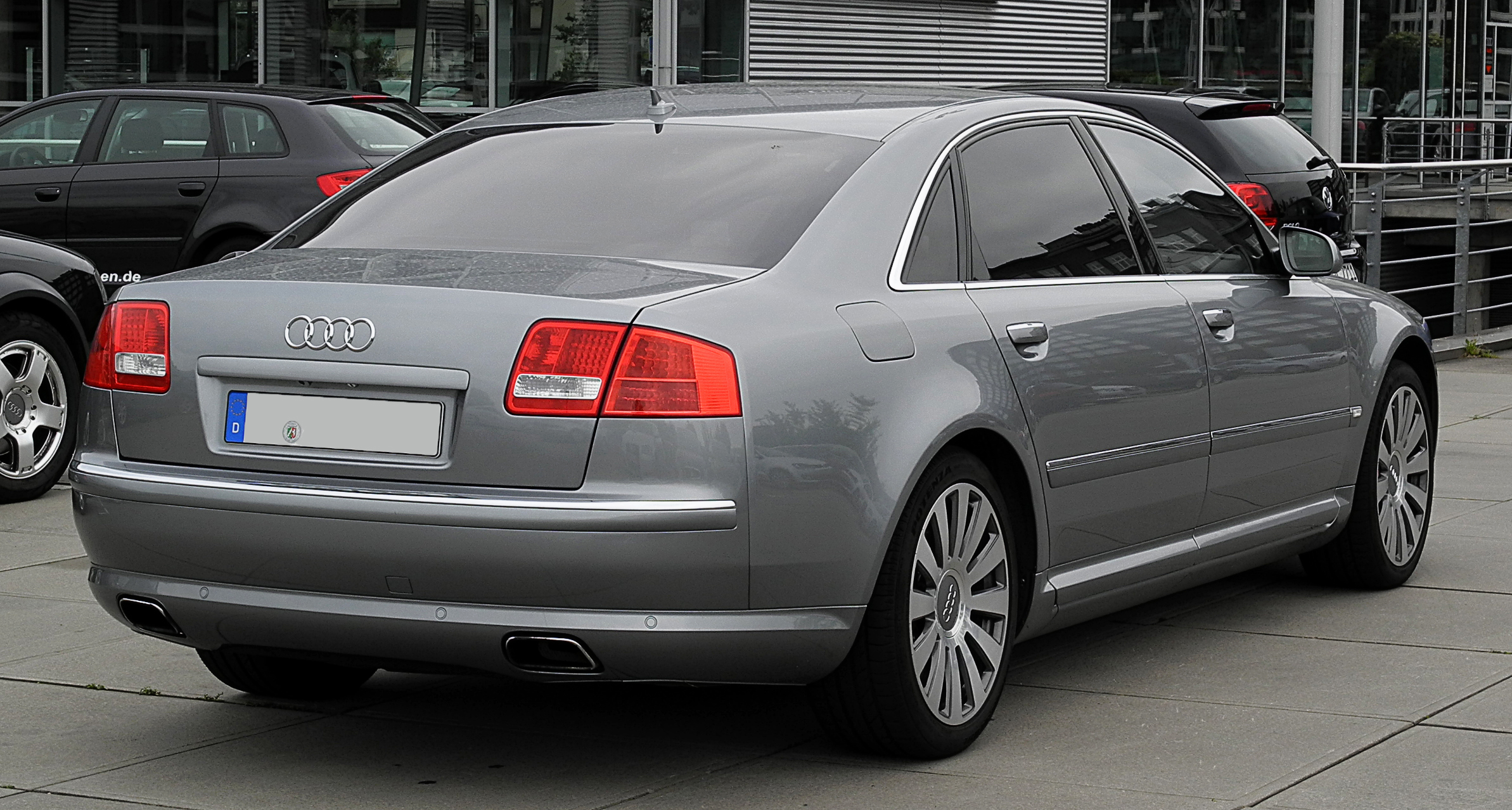
Vue arrière
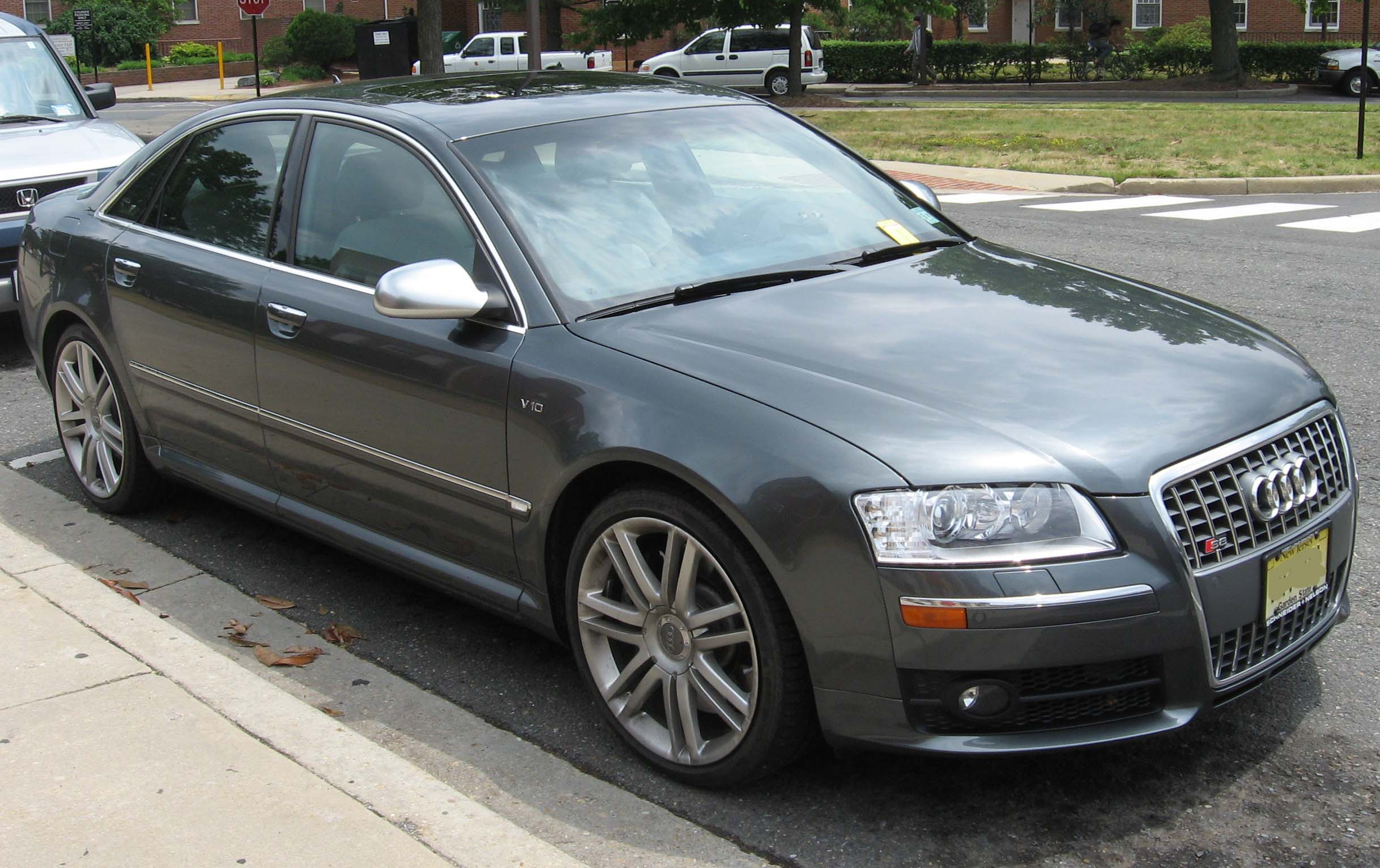
Audi S8 (modèle américain, 2006-2007)

Un autre restylage a eu lieu en septembre 2007. Les nouvelles caractéristiques comprennent des feux arrière redessinés, des phares antibrouillards modifiés, des coques de rétroviseurs latéraux modifiées avec clignotants intégrés et un nouveau moteur à essence d'entrée de gamme de 2,8 litres (2.8 FSIe).

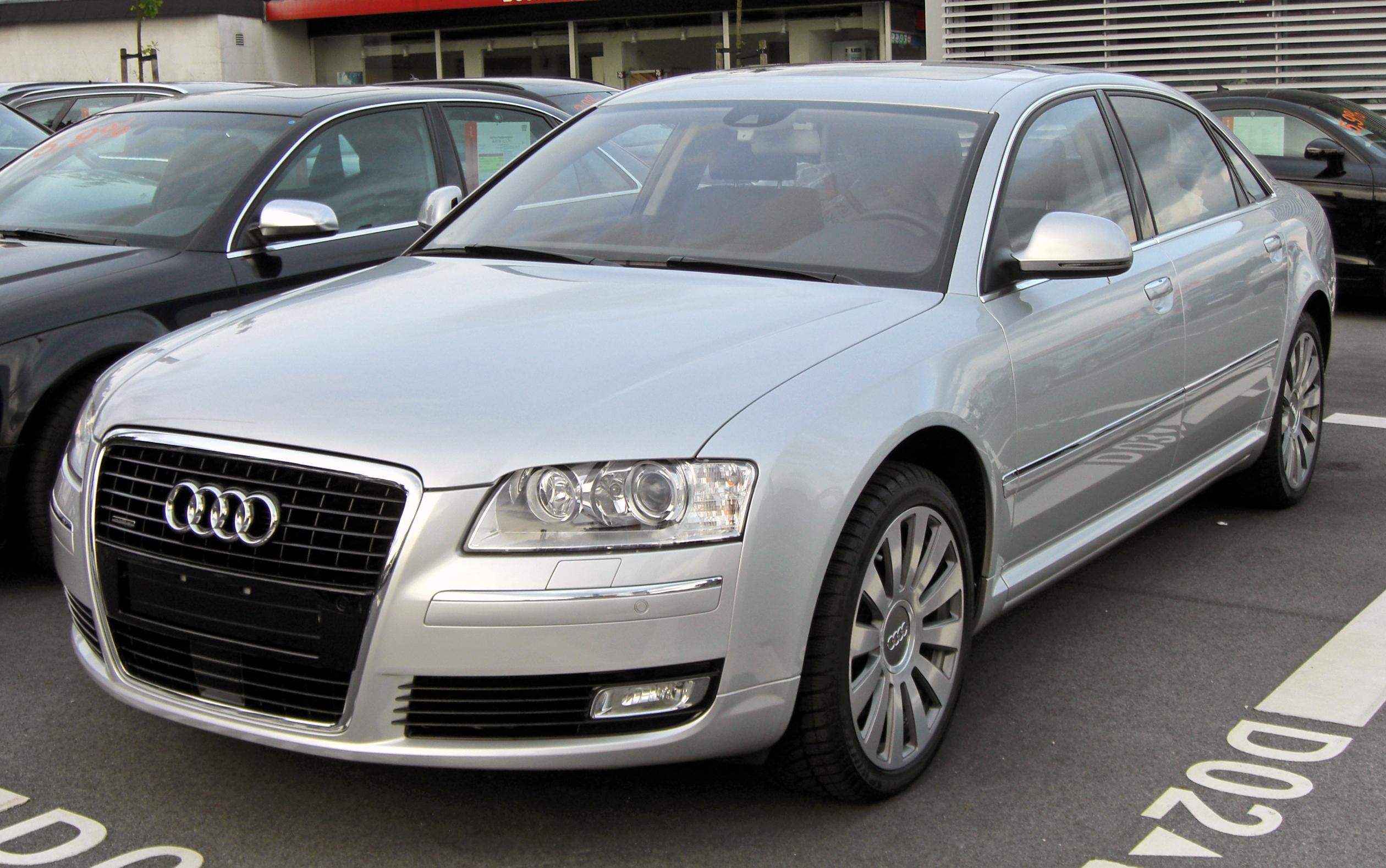
Audi A8 (2007-2010)
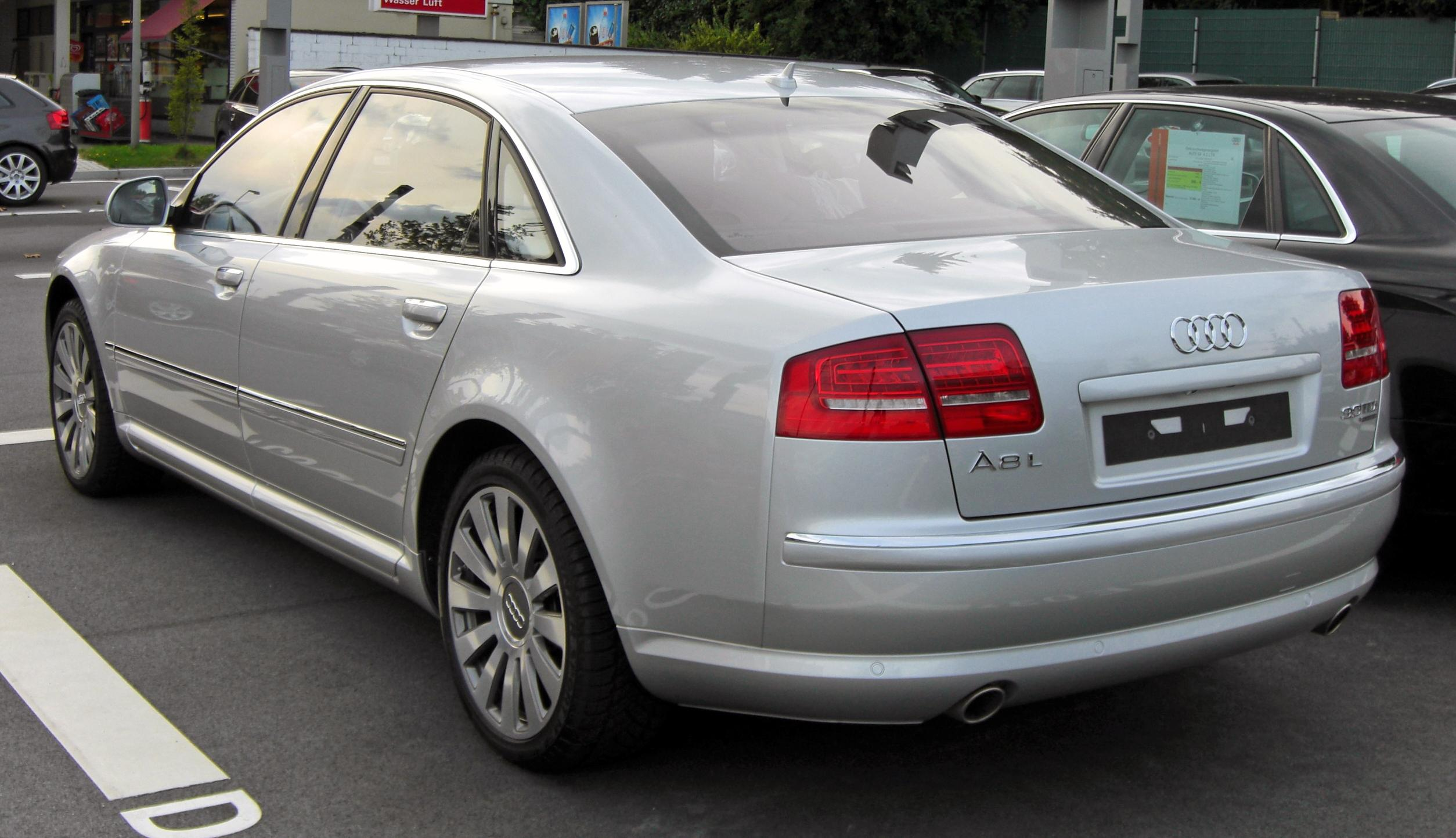
Vue arrière
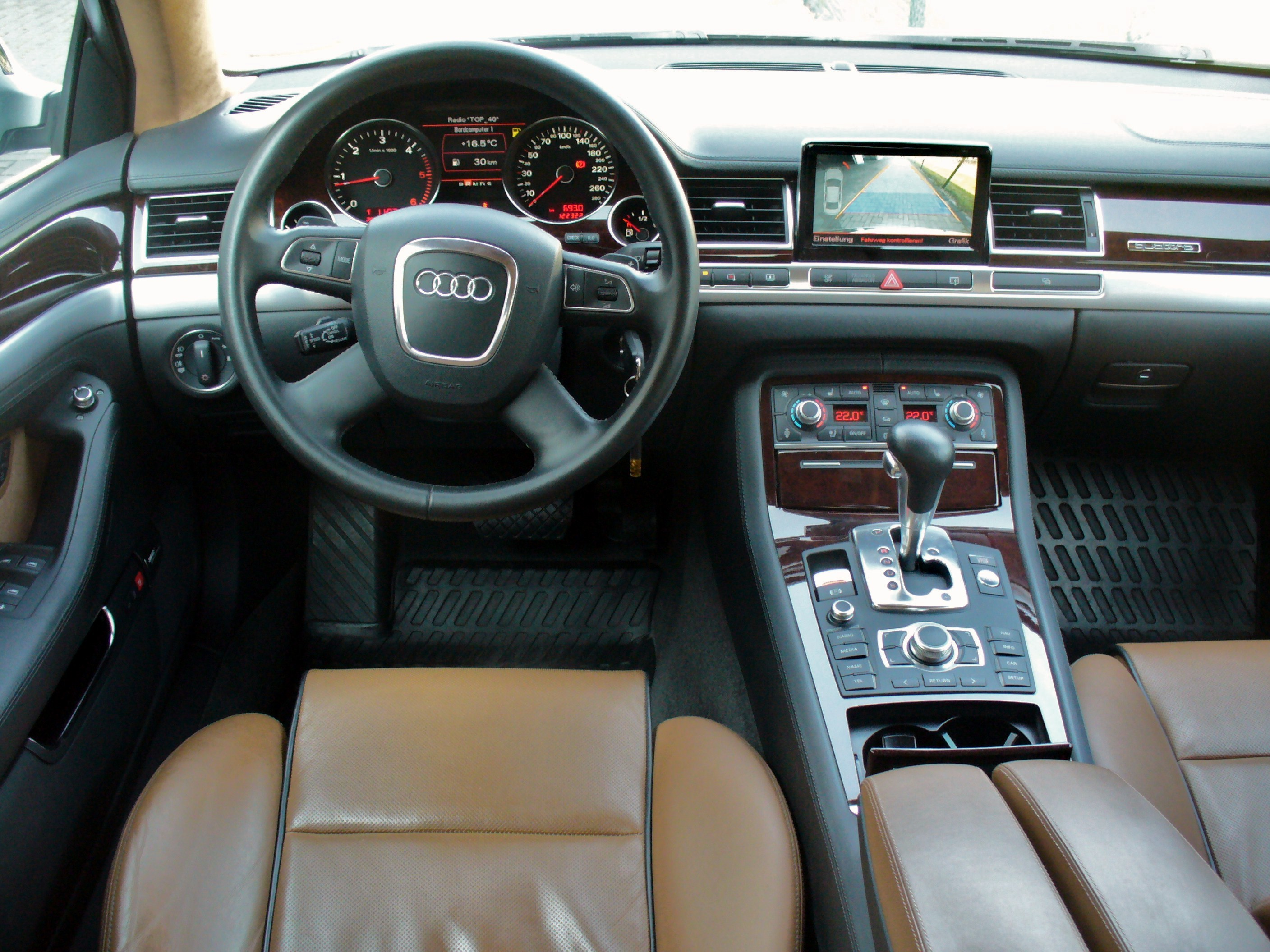
Intérieur avec le MMI Audi (de)
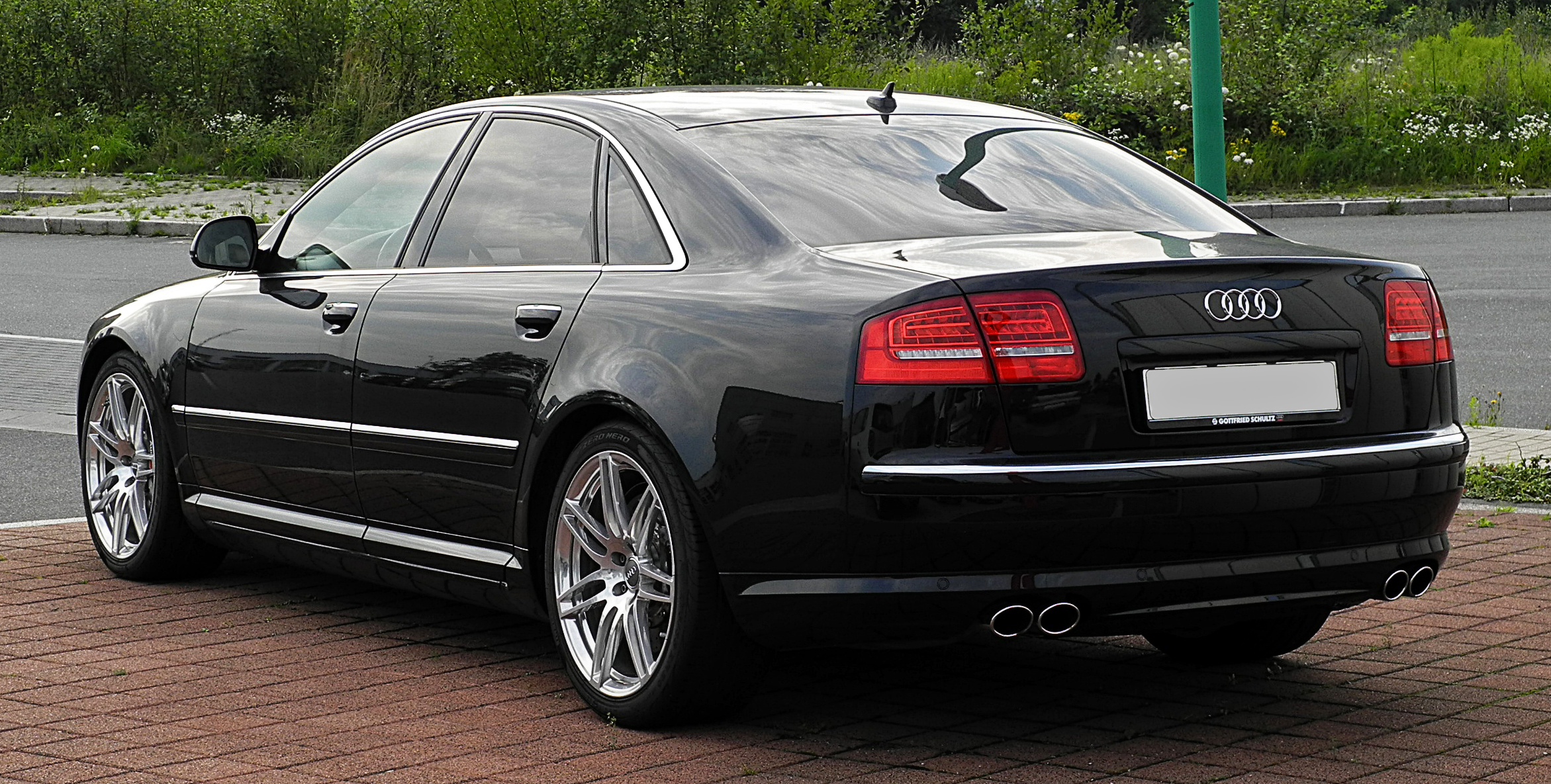
Audi S8 (2008-2010)

## Périodes de construction
- De 2002 à 2005 : Audi A8 Type D3/4E
- De 2005 à 2007 : Audi A8 Type D3/4E (premier restylage : extérieurement reconnaissable à la grille de radiateur à cadre unique)
- De 2007 à 2010 : Audi A8 Type D3/4E (deuxième restylage : calandre légèrement modifiée, clignotants latéraux dans le boîtier du rétroviseur et feux arrière modifiés)

## Transmission
Avec le modèle D3, la transmission automatique Multitronic à variation continue est proposée pour les véhicules à traction avant, tandis qu'une transmission Tiptronic à six vitesses avec programmes de changement de vitesse dynamiques est utilisée pour les modèles à traction Quattro. Les variantes de moteurs Diesel et essence à couple élevé sont exclusivement fournies avec une transmission intégrale (à partir de 2005).

## Carrosserie
La carrosserie de l'Audi A8 est presque entièrement en aluminium. Cela permet d'éviter les problèmes de rouille de l'acier, bien que l'aluminium puisse également se corroder dans certaines circonstances. Le corps autoportant en aluminium est appelé Audi Space Frame. L'Audi V8 avait déjà une carrosserie entièrement galvanisée, où les dommages causés par la rouille sont rares, généralement seulement après une réparation incorrecte des dommages causés par un accident.
Un autre objectif de développement est la réduction du poids du véhicule et donc de la consommation. Ce n'est qu'un succès partiel, car le véhicule devait être équipé de tous les détails d'équipement techniquement possibles. Il y a notamment le système Quattro, qui augmente le poids d'environ 100 kg. Néanmoins, l'Audi A8 est plus légère que la BMW Série 7 ou la Mercedes Classe S qui sont des voitures comparables.
L'Audi A8 D3 est proposée exclusivement en tant que berline avec un coffre à malle. Une version break n'est pas prévue dans le programme de livraison.
En septembre 2001, au moment où l'Audi A8 D2 est en vente, Audi présente le concept car Audi Avantissimo, au salon de l'automobile de Francfort. L'Audi Avantissimo présentait le concept de fonctionnement MMI (de) utilisé dans l'Audi A8 D3. Bien que la réaction du public ait été largement positive, Audi ne prévoit pas de produire un tel break dans un avenir proche.
Comme son prédécesseur, l'Audi A8 de deuxième génération est également disponible en version à empattement long.
En 2004, avec l'adoption du moteur douze cylindres (W12) d'une cylindrée de 6 litres et maintenant de 331 kW (450 ch) de la D2, la A8 D3 est la première à recevoir la calandre à cadre unique qui caractérise désormais la façade de toutes les Audi.
La liste des équipements optionnels de l'actuel A8 comprend des éléments tels que le régulateur de vitesse adaptatif et les feux de virage dynamiques. Une suspension à air est également disponible pour la deuxième génération d'A8. L'Audi A8 D3 a été l'une des premières voitures disponibles à l'usine à être équipée d'un téléphone de voiture Bluetooth avec profil d'accès SIM au lieu d'un simple système mains libres Bluetooth (à partir de la semaine de production 34 en 2006).

## Cinéma
Les films Le Transporteur 2, Le Transporteur 3 et Le Transporteur : Héritage présentent chacun une Audi A8 ou S8. Audi fournit également des voitures aux participants du sommet d'adhésion à l'UE de 2003 à Athènes, tous les chefs de gouvernement et ministres des affaires étrangères sont conduits dans des Audi A8.

## Données techniques
|                                         | 2.8 FSI                              | 3.0 (L)                                             | 3.2 FSI (L)                                                                   | 3.7                                                 | 4.2 (L)                                             | 4.2 FSI (L)                        | S8                                 | 6.0 W12 (L)                                         | 3.0 TDI (L)                        | 4.0 TDI (L)                        | 4.2 TDI (L)                        |
| --------------------------------------- | ------------------------------------ | --------------------------------------------------- | ----------------------------------------------------------------------------- | --------------------------------------------------- | --------------------------------------------------- | ---------------------------------- | ---------------------------------- | --------------------------------------------------- | ---------------------------------- | ---------------------------------- | ---------------------------------- |
| Période de construction                 | 08/2007–07/2010                      | 07/2003–05/2005                                     | 06/2005–07/2010                                                               | 10/2002–05/2006                                     | 10/2002–05/2006                                     | 06/2006–07/2010                    | 06/2006–07/2010                    | 12/2003–07/2010                                     | 03/2003–07/2010                    | 05/2003–06/2005                    | 07/2005–07/2010                    |
| Type de moteur                          | Moteur à essence                     | Moteur à essence                                    | Moteur à essence                                                              | Moteur à essence                                    | Moteur à essence                                    | Moteur à essence                   | Moteur à essence                   | Moteur à essence                                    | Moteur Diesel                      | Moteur Diesel                      | Moteur Diesel                      |
| Design des moteurs                      | Moteur en V                          | Moteur en V                                         | Moteur en V                                                                   | Moteur en V                                         | Moteur en V                                         | Moteur en V                        | Moteur en V                        | Moteur en W                                         | Moteur en V                        | Moteur en V                        | Moteur en V                        |
| Suralimentation du moteur               | -                                    | -                                                   | -                                                                             | -                                                   | -                                                   | -                                  | -                                  | -                                                   | Turbocompresseur VTG (de)          | 2 Turbocompresseur VTG             | 2 Turbocompresseur VTG             |
| Préparation du mélange                  | Injection directe                    | Injection multipoint dans le collecteur d'admission | Injection directe                                                             | Injection multipoint dans le collecteur d'admission | Injection multipoint dans le collecteur d'admission | Injection directe                  | Injection directe                  | Injection multipoint dans le collecteur d'admission | Injection directe à rampe commune  | Injection directe à rampe commune  | Injection directe à rampe commune  |
| Contrôle de la soupape                  | Contrôle de la soupape du DHC (de)   | Contrôle de la soupape du DHC (de)                  | Contrôle de la soupape du DHC (de)                                            | Contrôle de la soupape du DHC (de)                  | Contrôle de la soupape du DHC (de)                  | Contrôle de la soupape du DHC (de) | Contrôle de la soupape du DHC (de) | Contrôle de la soupape du DHC (de)                  | Contrôle de la soupape du DHC (de) | Contrôle de la soupape du DHC (de) | Contrôle de la soupape du DHC (de) |
| Cylindres /soupapes                     | 6/24                                 | 6/30                                                | 6/24                                                                          | 8/40                                                | 8/40                                                | 8/32                               | 10/40                              | 12/48                                               | 6/24                               | 8/32                               | 8/32                               |
| Taux de compression                     | 12,5 : 1                             | 10,5 : 1                                            | 12,5 : 1                                                                      | 11,0 : 1                                            | 11,0 : 1                                            | 12,5 : 1                           | 12,5 : 1                           | 10,75 : 1                                           | 17,0 : 1                           | 17,5 : 1                           | 16,5 : 1                           |
| Cylindrée                               | 2 773 cm3                            | 2 976 cm3                                           | 3 123 cm3                                                                     | 3 697 cm3                                           | 4 172 cm3                                           | 4 163 cm3                          | 5 204 cm3                          | 5 998 cm3                                           | 2 967 cm3                          | 3 936 cm3                          | 4 134 cm3                          |
| Puissance maximale                      | 154 kW (210 ch) à 5 500–6 800 tr/min | 162 kW (220 ch) à 6 300 tr/min                      | 191 kW (260 ch) à 6 500 tr/min                                                | 206 kW (280 ch) à 6 000 tr/min                      | 246 kW (335 ch) à 6 200 tr/min                      | 257 kW (350 ch) à 6 800 tr/min     | 331 kW (450 ch) à 7 000 tr/min     | 331 kW (450 ch) à 6 200 tr/min                      | 171 kW (233 ch) à 4 000 tr/min     | 202 kW (275 ch) à 3 750 tr/min     | 240 kW (326 ch) à 3 750 tr/min     |
| Couple maximal                          | 280 N m à 3 000–5 000 tr/min         | 300 N m à 3 200 tr/min                              | 330 N m à 3 250 tr/min                                                        | 350 N m à 3 250 tr/min                              | 430 N m à 3 500 tr/min                              | 440 N m à 3 500 tr/min             | 540 N m à 3 500 tr/min             | 580 N m à 4 000–4 700 tr/min                        | 450 N m à 1 400–3 250 tr/min       | 650 N m à 1 800–2 500 tr/min       | 650 N m à 1 600–3 500 tr/min       |
| Transmission en série                   | Traction avant                       | Traction avant                                      | Traction avant                                                                | Transmission intégrale                              | Transmission intégrale                              | Transmission intégrale             | Transmission intégrale             | Transmission intégrale                              | Transmission intégrale             | Transmission intégrale             | Transmission intégrale             |
| Transmission [Optionnelle]              | -                                    | -                                                   | [Transmission intégrale]                                                      | -                                                   | -                                                   | -                                  | -                                  | -                                                   | -                                  | -                                  | -                                  |
| Type de boîte de vitesses en série      | Transmission à variation continue    | Transmission à variation continue                   | Transmission à variation continue                                             | boîte tiptronic à 6 vitesses                        | boîte tiptronic à 6 vitesses                        | boîte tiptronic à 6 vitesses       | boîte tiptronic à 6 vitesses       | boîte tiptronic à 6 vitesses                        | boîte tiptronic à 6 vitesses       | boîte tiptronic à 6 vitesses       | boîte tiptronic à 6 vitesses       |
| Type de boîte de vitesses, (facultatif) | -                                    | -                                                   | (tiptronic à 6 vitesses) Uniquement en liaison avec la transmission intégrale | -                                                   | -                                                   | -                                  | -                                  | -                                                   | -                                  | -                                  | -                                  |
| Poids à vide                            | 1 690 kg                             | 1 670 kg                                            | 1 690 kg [1 785 kg]                                                           | 1 770 kg                                            | 1 780 kg                                            | 1 815 kg                           | 1 940 kg                           | 1 960 kg                                            | 1 830 kg                           | 1 940 kg                           | 1 945 kg                           |
| Accélération de 0-100 km/h              | 8,0 s                                | 7,9 s                                               | 7,7 s [7,7 s]                                                                 | 7,3 s                                               | 6,3 s                                               | 6,1 s                              | 5,1 s                              | 5,1 s                                               | 7,8 s                              | 6,7 s                              | 5,9 s                              |
| Vitesse maximale                        | 238 km/h                             | 242 km/h                                            | 250 km/h, fermé                                                               | 250 km/h, fermé                                     | 250 km/h, fermé                                     | 250 km/h, fermé                    | 250 km/h, fermé                    | 250 km/h, fermé                                     | 243 km/h                           | 250 km/h, fermé                    | 250 km/h, fermé                    |
| Consommation de carburant en ville      | 11,8 L/100 km                        | 13,7 L/100 km                                       | 14,6 L/100 km [16,0] L/100 km                                                 | 17,2 L/100 km                                       | 17,5 L/100 km                                       | 15,7 L/100 km                      | 19,5 L/100 km                      | 21,4 L/100 km                                       | 12,0 L/100 km                      | 14,3 L/100 km                      | 13,4 L/100 km                      |
| Consommation de carburant hors-ville    | 6,3 L/100 km                         | 7,2 L/100 km                                        | 7,0 L/100 km [7,8] L/100 km                                                   | 8,7 L/100 km                                        | 8,7 L/100 km                                        | 8,2 L/100 km                       | 9,5 L/100 km                       | 10,8 L/100 km                                       | 6,4 L/100 km                       | 7,5 L/100 km                       | 7,2 L/100 km                       |
| Consommation de carburant en moyenne    | 8,3 L/100 km                         | 9,6 L/100 km                                        | 9,8 L/100 km [10,9] L/100 km                                                  | 11,8 L/100 km                                       | 11,9 L/100 km                                       | 10,9 L/100 km                      | 13,2 L/100 km                      | 14,7 L/100 km                                       | 8,4 L/100 km                       | 9,6 L/100 km                       | 9,5 L/100 km                       |
| Émissions moyennes de CO2               | 199 g/km                             | 230 g/km                                            | 235 g/km [262 g/km]                                                           | 283 g/km                                            | 287 g/km                                            | 259 g/km                           | 314 g/km                           | 353 g/km                                            | 226 g/km                           | 259 g/km                           | 255 g/km                           |
| Norme d'émission de gaz d'échappement   | Euro 4                               | Euro 4                                              | Euro 4                                                                        | Euro 4                                              | Euro 4                                              | Euro 4                             | Euro 4                             | Euro 4                                              | Euro 4                             | Euro 3                             | Euro 4                             |

Les valeurs entre crochets [ ] s'appliquent aux options alternatives y compris la transmission alternative.

## Version blindée
Il existe aussi une version blindée de la voiture avec une carrosserie et des fenêtres renforcées.
Une des versions blindées de l'A8 W12 est la voiture officielle du Chancelier allemand.

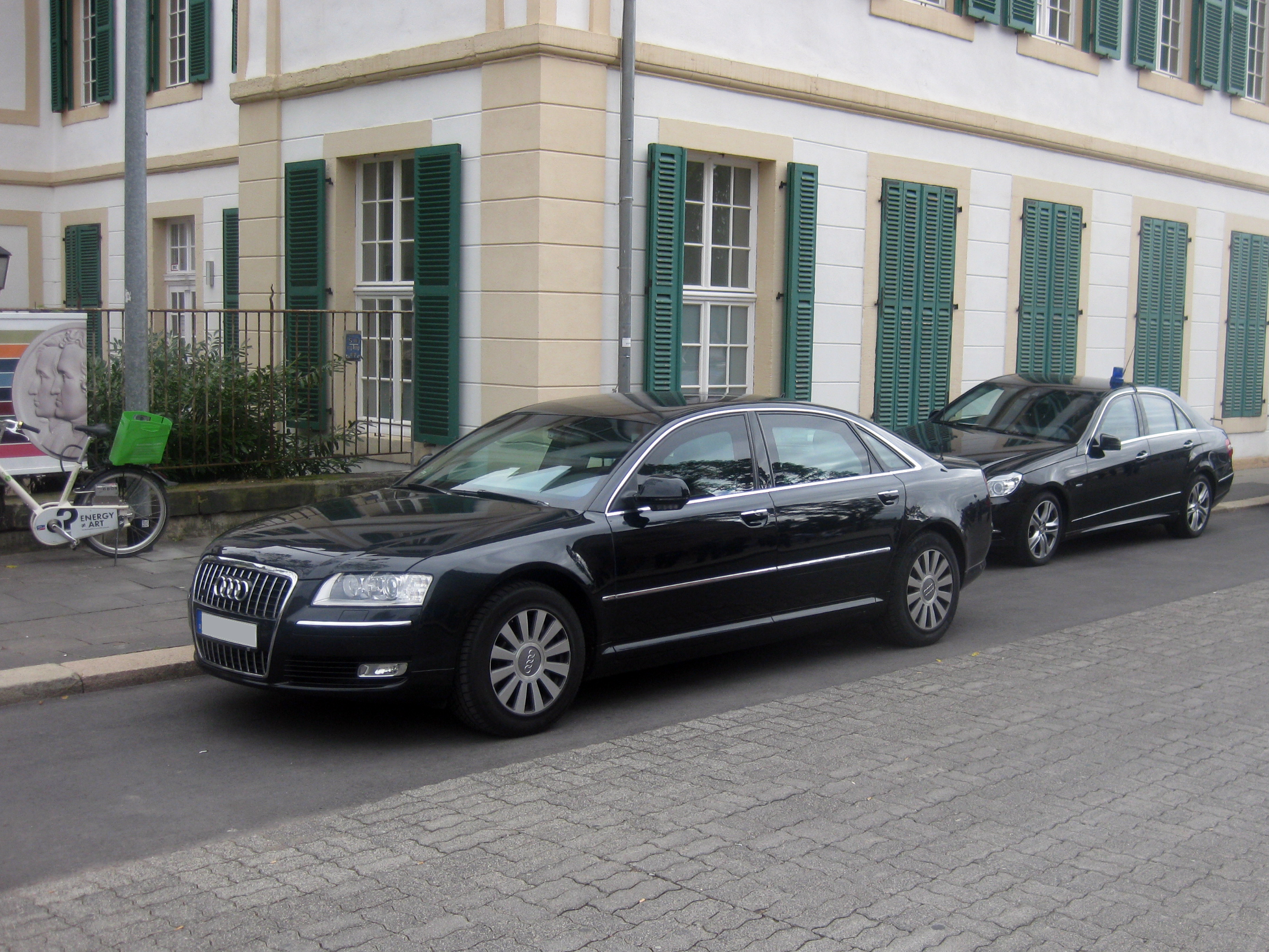
Version blindée, reconnaissable aux profilés de cadre renforcés des fenêtres des portes.
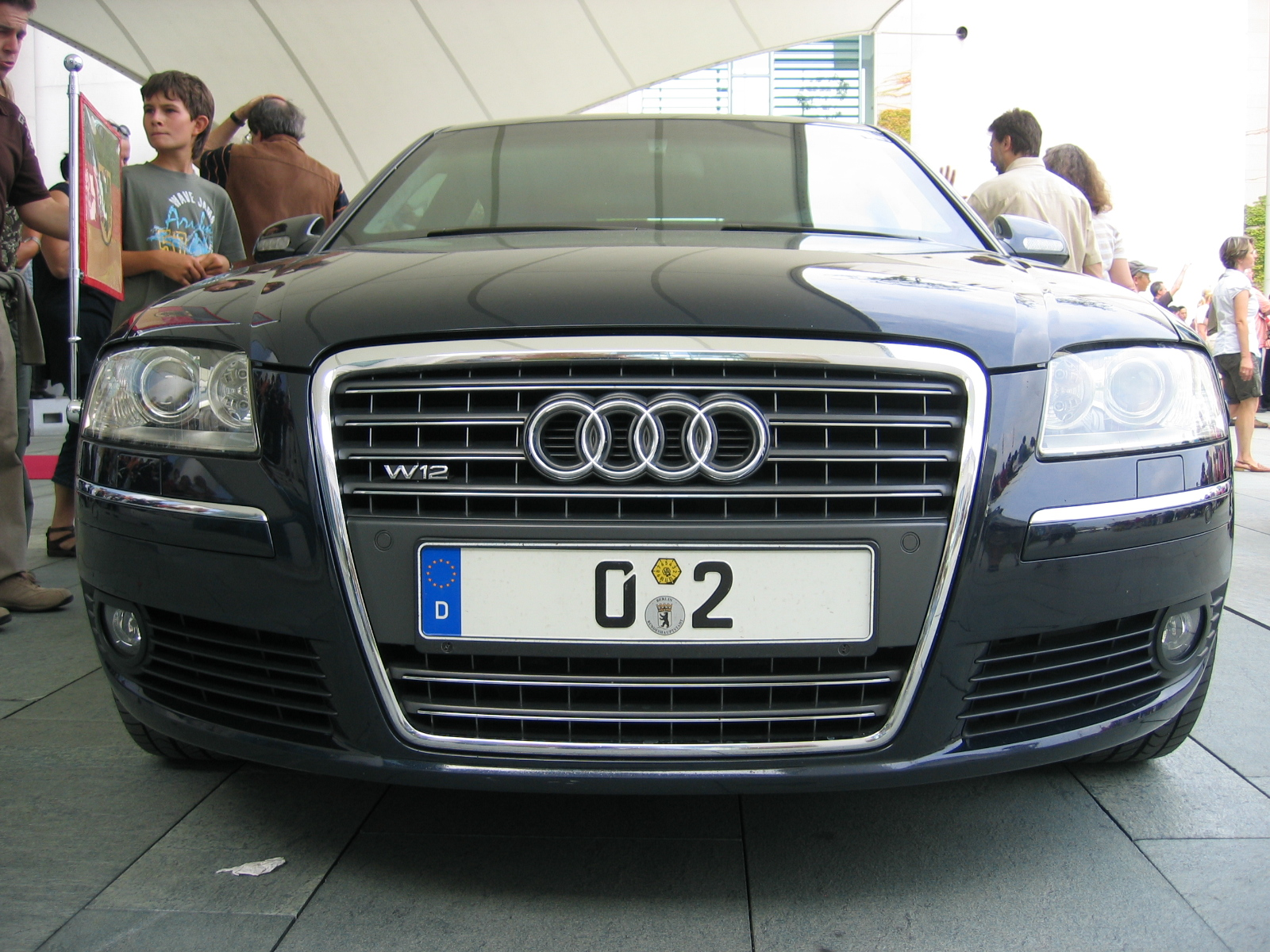
A8 W12 comme voiture officielle de l'ancien Chancelier allemand

## Statistiques de ventes
En 2008, la A8/S8 se classe deuxième dans le segment de luxe des statistiques allemandes sur les immatriculations de voitures neuves avec 4446 véhicules immatriculés, derrière la Mercedes Classe S (8077 unités) et devant la BMW Série 7 avec 4226 véhicules.